# Augustopol
Augustopol (niem. Wilhelmstal) – wieś w Polsce położona w województwie łódzkim, w powiecie kutnowskim, w gminie Dąbrowice.
W latach 1975–1998 miejscowość administracyjnie należała do województwa płockiego.
Wzmianka słownikowa z końca XIX wieku:

Augustopol, kol., pow. kutnowski, gmina i parafia Dąbrowice; założona w początku tego stulecia na gruntach miasteczka Dąbrowicy, zajmuje obszaru 1124 morg., posiada 53 domów i 455 mieszkańców, w tem 317 ewangelików i 138 katolików. Istnieje tu szkółka ewangelicka i dwa domy modlitwy, tudzież cmentarz ewangelicki; mieszkańcy zajmują się rolnictwem.